# Прапор Білозерського району
Пра́пор Білозе́рського райо́ну — офіційний символ Білозерського району Херсонської області, затверджений 4 березня 2004 року рішенням сесії Білозерської районної ради.

## Опис
Прапор являє собою прямокутне полотнище зі співвідношенням сторін 2:3, яке складається з двох горизонтальних смуг — червоної та білої (3:1). Посередині червоної смуги розміщено щиток з герба району, що виглядає як герб Платнірівського куреня Херсонського козацького коша, на якому два золоті колоски та золоте гроно винограду. 